# 伊藤裕季也
伊藤 裕季也（いとう ゆきや、1996年8月30日 - ）は、三重県四日市市出身のプロ野球選手（内野手）。右投右打。東北楽天ゴールデンイーグルス所属。

## 経歴

### プロ入り前
中学時代に四日市トップエースボーイズでプレーする。1年先輩に東克樹がいる。高校は日大三高に進学し、2年秋から外野手としてベンチメンバー入りしたが、秋の都大会では準決勝で髙橋優貴も登板した東海大菅生高に敗れるなど、全国大会出場はなかった。
大学は立正大学に進学すると、2年春から主に一塁手としてレギュラーを獲得する。4年時には二塁手に転向し、主将を務め小郷裕哉とともにクリーンナップを組み、同校初となる秋季リーグ優勝でMVP、ベストナインを受賞、神宮大会優勝の日本一に貢献した。
2018年10月25日に行われたドラフト会議で、横浜DeNAベイスターズから2位指名を受け、契約金7000万円、年俸1200万円で入団した。背番号は4。同じ苗字の選手である伊藤光が在籍しているため、スコアボード上の表記は「伊藤裕」、背ネームは「Y.ITOH」となる。

### DeNA時代

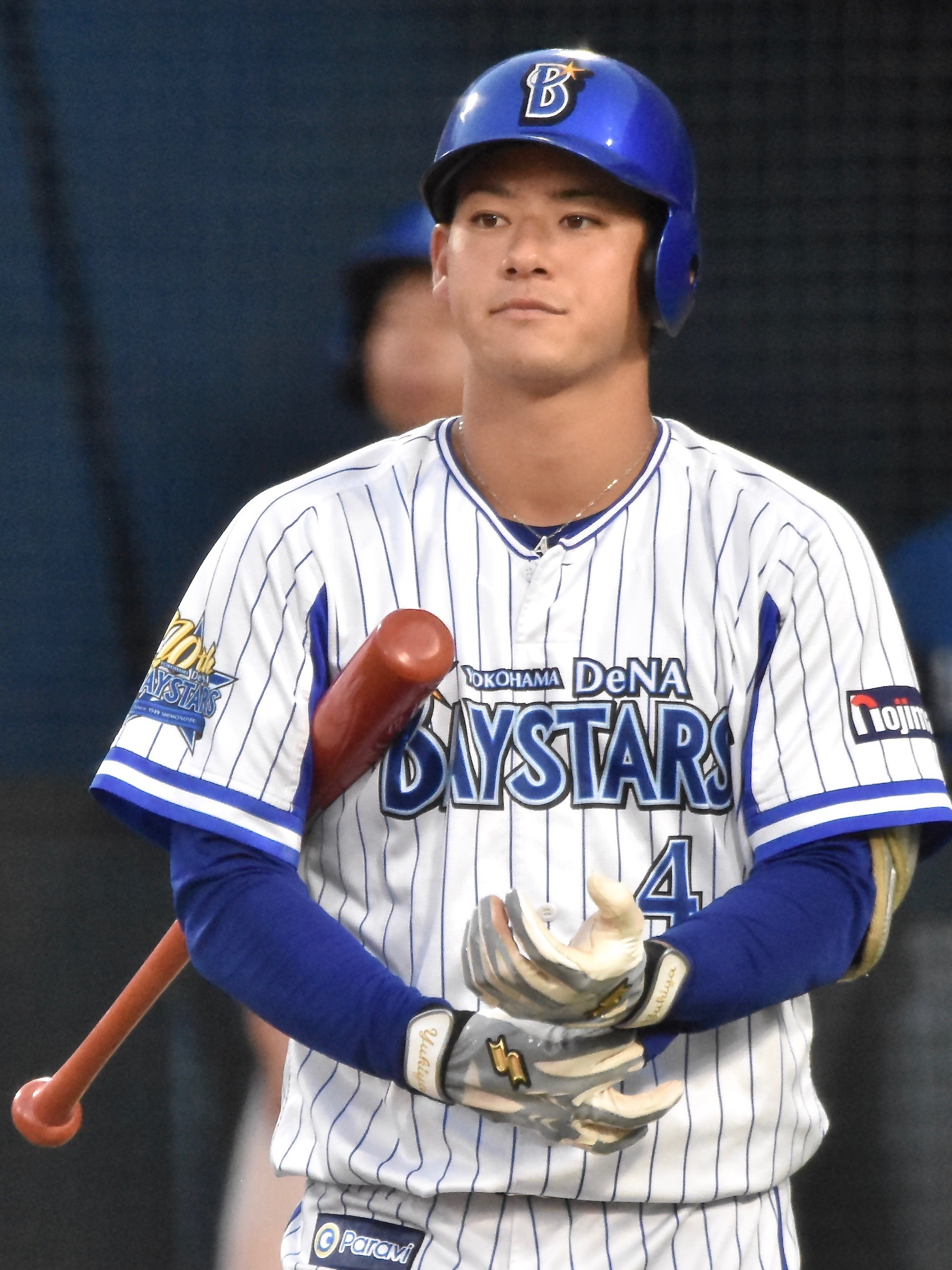
横浜DeNAベイスターズ時代

2019年は、シーズン開始当初から二軍が続いたが、宮﨑敏郎が骨折で戦線離脱したことを受け、8月8日に一軍に初昇格した。8月10日の対中日ドラゴンズ18回戦（横浜）に「5番・二塁手」で一軍初スタメンを果たすと、6回裏にプロ初本塁打となるソロ本塁打、8回裏に2打席連発となる同点2点本塁打を放ち活躍した。最終的に21試合に出場し、打率.288、4本塁打、7打点を記録。10月16日、175万円増となる推定年俸1375万円で契約を更改した。
2020年も、シーズン開始当初から二軍が続き、一軍の出場は最終的に5試合にとどまった。二軍成績は打率.248、7本塁打で、本塁打は前年（14本塁打）に比べ半減した。11月20日に165万円減の推定年俸1155万円で契約更改した。
2021年は、新たに加入した同じポジションで同じ右打ちの牧秀悟の活躍もあり、一軍出場は3試合にとどまり、キャリア初の無安打で終えた。二軍成績は打率.229、10本塁打と前年よりも打率が悪化した。12月3日に255万円減となる推定年俸900万円で契約更改した。
2022年も開幕から二軍で過ごすことが多く、6月3日に新型コロナウィルスの陽性判定を受け、隔離療養を経て6月15日に復帰した。イースタン・リーグで打率.300、4本塁打と結果を残したが、一軍では出場機会をなかなか得られず、7試合出場で1安打（打率.077）に留まった。

### 楽天時代
2022年7月28日に、森原康平とのトレードで東北楽天ゴールデンイーグルスへ移籍することが発表された。背番号は39。
8月9日に一軍登録され、当日の対オリックス・バファローズ戦（京セラドーム大阪）に「7番・一塁手」で先発起用された。同姓の選手がいないためスコアボードの表記は「伊藤」となるが（同年オフに伊藤茉央が入団後も引き続き「伊藤」表記を継続）、背ネームはDeNA時代に引き続き「Y.ITOH」としている。8打数無安打4三振という結果に終わり、8月22日に一軍登録を抹消され、そのまま再昇格がないままシーズンを終えた。オフには50万円減の推定年俸850万円で契約を更改した。
2023年はオープン戦で2本の満塁本塁打を放つ活躍を見せるなどアピールを続け、3月30日に新球場であるエスコンフィールドHOKKAIDOで開催された開幕戦、対北海道日本ハムファイターズ戦は「8番・三塁手」として先発出場し、自身プロ入り後初となる開幕スタメンを勝ち取った。試合では5回表に相手先発加藤貴之から先制となるソロ本塁打を打ち、同球場ならびに2023シーズンのプロ野球公式戦第1号となった。最終的にシーズン終了まで一度も一軍登録を抹消されることなく自身初の一軍完走を果たし、出場試合数・安打数・本塁打数・打点数でキャリアハイの成績を残した。5月14日の対埼玉西武ライオンズ戦ではプロ初盗塁を決めシーズン合計で3盗塁を決めた。また、遊撃手を含めて内野の全ポジションを守るなどと守備面でもチームに貢献した。オフには1000万円増の推定年俸1850万円で契約を更改した。
2024年は、4月12日、楽天モバイルパークで行われた千葉ロッテマリーンズ戦で小島和哉からチーム本拠地1号となる本塁打を記録。その後は30打数で5安打と結果が残せず、5月9日に登録抹消されるが、二軍で結果を残し5月24日に再び一軍に昇格する。同年は44試合に出場し、打率.261、2本塁打、10打点を記録。11月28日、100万円増となる推定年俸1950万円で契約を更改した。

## 選手としての特徴
がっしりした体格の右打者で、広角に長打を放つパワーと技術が最大の魅力である。守備面ではフィールディングやテンポに改善の余地が多い。

## 人物
父子家庭で育つ。名前の「裕季也」は、逆さから読むと「やきゅう」になる。

## 詳細情報

### 年度別打撃成績
| 年 度     | 球 団     | 試 合 | 打 席 | 打 数 | 得 点 | 安 打 | 二 塁 打 | 三 塁 打 | 本 塁 打 | 塁 打 | 打 点 | 盗 塁 | 盗 塁 死 | 犠 打 | 犠 飛 | 四 球 | 敬 遠 | 死 球 | 三 振 | 併 殺 打 | 打 率 | 出 塁 率 | 長 打 率 | O P S |
| --------- | --------- | ----- | ----- | ----- | ----- | ----- | -------- | -------- | -------- | ----- | ----- | ----- | -------- | ----- | ----- | ----- | ----- | ----- | ----- | -------- | ----- | -------- | -------- | ----- |
| 2019      | DeNA      | 21    | 57    | 52    | 7     | 15    | 4        | 0        | 4        | 31    | 7     | 0     | 0        | 0     | 1     | 3     | 0     | 1     | 17    | 1        | .288  | .333     | .596     | .929  |
| 2020      | DeNA      | 5     | 17    | 14    | 1     | 4     | 0        | 1        | 0        | 6     | 1     | 0     | 0        | 1     | 0     | 2     | 1     | 0     | 2     | 0        | .286  | .375     | .429     | .804  |
| 2021      | DeNA      | 3     | 2     | 2     | 0     | 0     | 0        | 0        | 0        | 0     | 0     | 0     | 0        | 0     | 0     | 0     | 0     | 0     | 1     | 0        | .000  | .000     | .000     | .000  |
| 2022      | DeNA      | 7     | 13    | 13    | 0     | 1     | 0        | 0        | 0        | 1     | 0     | 0     | 0        | 0     | 0     | 0     | 0     | 0     | 6     | 1        | .077  | .077     | .077     | .154  |
| 2022      | 楽天      | 3     | 8     | 8     | 0     | 0     | 0        | 0        | 0        | 0     | 0     | 0     | 0        | 0     | 0     | 0     | 0     | 0     | 4     | 0        | .000  | .000     | .000     | .000  |
| '22計     | 楽天      | 10    | 21    | 21    | 0     | 1     | 0        | 0        | 0        | 1     | 0     | 0     | 0        | 0     | 0     | 0     | 0     | 0     | 10    | 1        | .048  | .048     | .048     | .096  |
| 2023      | 楽天      | 87    | 216   | 188   | 20    | 46    | 6        | 1        | 5        | 69    | 16    | 3     | 2        | 10    | 2     | 15    | 0     | 1     | 48    | 3        | .245  | .301     | .367     | .668  |
| 2024      | 楽天      | 44    | 125   | 115   | 10    | 30    | 6        | 1        | 2        | 44    | 10    | 0     | 1        | 4     | 0     | 5     | 0     | 1     | 34    | 2        | .261  | .298     | .383     | .680  |
| 通算：6年 | 通算：6年 | 170   | 438   | 392   | 38    | 96    | 16       | 3        | 11       | 151   | 34    | 3     | 3        | 15    | 3     | 25    | 1     | 3     | 112   | 7        | .245  | .293     | .385     | .678  |

- 2024年度シーズン終了時

### 年度別守備成績
内野守備
| 年 度 | 球 団 | 一塁  | 一塁  | 一塁  | 一塁  | 一塁  | 一塁     | 二塁  | 二塁  | 二塁  | 二塁  | 二塁  | 二塁     | 三塁  | 三塁  | 三塁  | 三塁  | 三塁  | 三塁     | 遊撃  | 遊撃  | 遊撃  | 遊撃  | 遊撃  | 遊撃     |
| 年 度 | 球 団 | 試 合 | 刺 殺 | 補 殺 | 失 策 | 併 殺 | 守 備 率 | 試 合 | 刺 殺 | 補 殺 | 失 策 | 併 殺 | 守 備 率 | 試 合 | 刺 殺 | 補 殺 | 失 策 | 併 殺 | 守 備 率 | 試 合 | 刺 殺 | 補 殺 | 失 策 | 併 殺 | 守 備 率 |
| ----- | ----- | ----- | ----- | ----- | ----- | ----- | -------- | ----- | ----- | ----- | ----- | ----- | -------- | ----- | ----- | ----- | ----- | ----- | -------- | ----- | ----- | ----- | ----- | ----- | -------- |
| 2019  | DeNA  | -     | -     | -     | -     | -     | -        | 16    | 21    | 40    | 0     | 6     | 1.000    | 1     | 0     | 0     | 0     | 0     | ----     | -     | -     | -     | -     | -     | -        |
| 2020  | DeNA  | -     | -     | -     | -     | -     | -        | 2     | 1     | 3     | 0     | 2     | 1.000    | 3     | 2     | 1     | 0     | 0     | 1.000    | -     | -     | -     | -     | -     | -        |
| 2021  | DeNA  | -     | -     | -     | -     | -     | -        | -     | -     | -     | -     | -     | -        | 1     | 0     | 0     | 0     | 0     | ----     | -     | -     | -     | -     | -     | -        |
| 2022  | DeNA  | 1     | 4     | 0     | 0     | 0     | 1.000    | 1     | 0     | 0     | 0     | 0     | ----     | 3     | 2     | 2     | 0     | 0     | 1.000    | -     | -     | -     | -     | -     | -        |
| 2022  | 楽天  | 1     | 9     | 1     | 0     | 1     | 1.000    | 1     | 3     | 4     | 0     | 1     | 1.000    | -     | -     | -     | -     | -     | -        | -     | -     | -     | -     | -     | -        |
| '22計 | 楽天  | 2     | 13    | 1     | 0     | 1     | 1.000    | 2     | 3     | 4     | 0     | 1     | 1.000    | 3     | 2     | 2     | 0     | 0     | 1.000    | -     | -     | -     | -     | -     | -        |
| 2023  | 楽天  | 38    | 253   | 16    | 1     | 21    | .996     | 4     | 0     | 2     | 0     | 0     | 1.000    | 38    | 10    | 38    | 5     | 3     | .906     | 2     | 0     | 4     | 0     | 0     | 1.000    |
| 2024  | 楽天  | 7     | 43    | 2     | 0     | 3     | 1.000    | -     | -     | -     | -     | -     | -        | 3     | 2     | 1     | 0     | 1     | 1.000    | 2     | 3     | 1     | 1     | 1     | .800     |
| 通算  | 通算  | 47    | 309   | 19    | 1     | 25    | .997     | 24    | 25    | 49    | 0     | 9     | 1.000    | 49    | 16    | 42    | 5     | 4     | .921     | 4     | 3     | 5     | 1     | 1     | .889     |

外野守備
| 年 度 | 球 団 | 外野  | 外野  | 外野  | 外野  | 外野  | 外野     |
| 年 度 | 球 団 | 試 合 | 刺 殺 | 補 殺 | 失 策 | 併 殺 | 守 備 率 |
| ----- | ----- | ----- | ----- | ----- | ----- | ----- | -------- |
| 2024  | 楽天  | 21    | 39    | 2     | 1     | 0     | .976     |
| 通算  | 通算  | 21    | 39    | 2     | 1     | 0     | .976     |

- 2024年度シーズン終了時

### 表彰
- パテレアワード ベンチ盛り上がったで大賞（2024年[28]）

### 記録
初記録
- 初出場・初打席：2019年8月8日、対広島東洋カープ18回戦（MAZDA Zoom-Zoomスタジアム広島）、5回表に京山将弥の代打で出場、野村祐輔から左飛
- 初安打：2019年8月9日、対中日ドラゴンズ17回戦（横浜スタジアム）、5回裏に平良拳太郎の代打で出場、エンニー・ロメロから中越二塁打
- 初先発出場：2019年8月10日、対中日ドラゴンズ18回戦（横浜スタジアム）、「5番・二塁手」で先発出場
- 初本塁打・初打点：同上、6回裏に小笠原慎之介から左越ソロ
- 初盗塁：2023年5月14日、対埼玉西武ライオンズ9回戦（ベルーナドーム）、6回表に二盗（投手：隅田知一郎、捕手：古市尊）

### 背番号
- 4（2019年[7] - 2022年7月28日）
- 39（2022年7月29日[16] - ）